# Логоти (Индијана)
Логоти (енгл. Loogootee) град је у америчкој савезној држави Индијана.

## Демографија
По попису из 2010. године број становника је 2.751, што је 10 (0,4%) становника више него 2000. године.
| Група             | 2000.         | 2010.         |
| Белци             | 2.705 (98,7%) | 2.695 (98,0%) |
| Афроамериканци    | 1 (0,0%)      | 4 (0,1%)      |
| Азијати           | 9 (0,3%)      | 8 (0,3%)      |
| Хиспаноамериканци | 11 (0,4%)     | 23 (0,8%)     |
| Укупно            | 2.741         | 2.751         |